# Gnamptogenys exarata
Gnamptogenys exarata é uma espécie de formiga do gênero Gnamptogenys.